# Brigitte Povysil
Brigitte Povysil (* 5. März 1954 in Linz) ist eine österreichische Radiologin, Primarärztin und Politikerin (FPÖ). Povysil war von 1996 bis 2002 erstmals Abgeordnete zum Nationalrat und war von 2009 bis 2017 Abgeordnete zum Oberösterreichischen Landtag.
Nach der Nationalratswahl 2017 konnte sie erneut ein Mandat gewinnen und zog nach 15 Jahren Unterbrechung erneut als Abgeordnete ins Parlament ein. Nach der Nationalratswahl 2019 schied sie aus dem Nationalrat aus.

## Ausbildung und Beruf
Povysil besuchte von 1964 bis 1972 das Bundesgymnasium für Mädchen in Linz und studierte im Anschluss Medizin an der Universität Innsbruck. 1978 schloss sie ihr Studium mit dem akademischen Grad Dr. med. univ. ab. 
Povysil absolvierte ihren Turnus von 1979 bis 1982 am AKH Linz, der Landes-Kinderklinik sowie der Landes-Frauenklinik (heute: Med Campus IV) und erwarb 1982 das „Jus practicandi“ Dekret zum praktischen Arzt. Povysil besuchte von 1982 bis 1988 eine Ausbildung zum Facharzt für Radiologie und war von 1988 bis 1989 Oberärztin im Zentralröntgeninstitut des AKH Linz. Seit 1990 ist sie Leiterin des Instituts für Radiologie an der Landes-Kinderklinik Linz und der Landes-Frauenklinik Linz.

## Politik
Povysil war ab 1999 Kammerrätin der Kurie der Spitalsärzte (Ärztekammer für Oberösterreich) und vertrat die FPÖ von 15. Jänner 1996 bis 19. Dezember 2002 im Nationalrat. Sie war zeitweise Obfrau des Gesundheitsausschusses und des Kulturausschusses sowie Kultursprecherin des FPÖ-Parlamentsklubs. Povysil kandidierte bei der oberösterreichischen Landtagswahl am 27. September 2009 auf Platz 3 der FPÖ-Landesliste. Bei der Nationalratswahl 2017 konnte Povysil ein Grundmandat im Landeswahlkreis Oberösterreich erreichen und zog damit bei der Angelobung am 9. November 2017 nach fast 15 Jahren erneut in den österreichischen Nationalrat ein. Nach der Nationalratswahl 2019 schied sie aus dem Nationalrat aus.

## Privates
Brigitte Povysil, geborene Zierhut, ist die Tochter eines Radiologen und einer Labormedizinerin. Sie ist geschieden und hat einen Sohn.

## Auszeichnungen
- 2015: Medizinalrätin
- 2022: Goldenes Ehrenzeichen des Landes Oberösterreich[4]